# San Benito County
Das San Benito County ist ein County im Bundesstaat Kalifornien der Vereinigten Staaten. Der Sitz der Countyverwaltung (County Seat) ist in Hollister.

## Geographie
Das County liegt im Hinterland der Kalifornischen Küstenkette, nahe seiner Westgrenze verläuft auf voller Länge die San-Andreas-Verwerfung. Nennenswerte Ortschaften liegen nur im äußersten Norden, der der Pazifikküste am nächsten liegt und mittlerweile zum Einzugsgebiet des Bay Areas rund um San Francisco gehört. In San Juan Bautista liegt die historische Spanische Mission Mission San Juan Bautista, an der Westgrenze des Countys liegt in den Gabilan Mountains der Pinnacles-Nationalpark, ein Naturschutzgebiet des Bundes mit besonderer Bedeutung für Greifvögel.
Das County grenzt im Norden an Santa Clara County und Santa Cruz County, im Osten an Fresno County und an das Merced County und im Süden und im Westen an das Monterey County.

## Geschichte
Der spanische Franziskaner Juan Crespí, der die Gegend von 1769 bis 1772 mehrfach bereiste und als erster Europäer beschrieb, benannte einen Fluss im heutigen County San Benito San Benedicto. Dieser gab dem County den Namen.
Im San Benito County liegen drei National Historic Landmarks, das Jose Castro House, der San Juan Bautista Plaza Historic District und das Juan de Anza House. 11 weitere Bauwerke und Stätten des Countys sind im National Register of Historic Places eingetragen.

## Demografische Daten

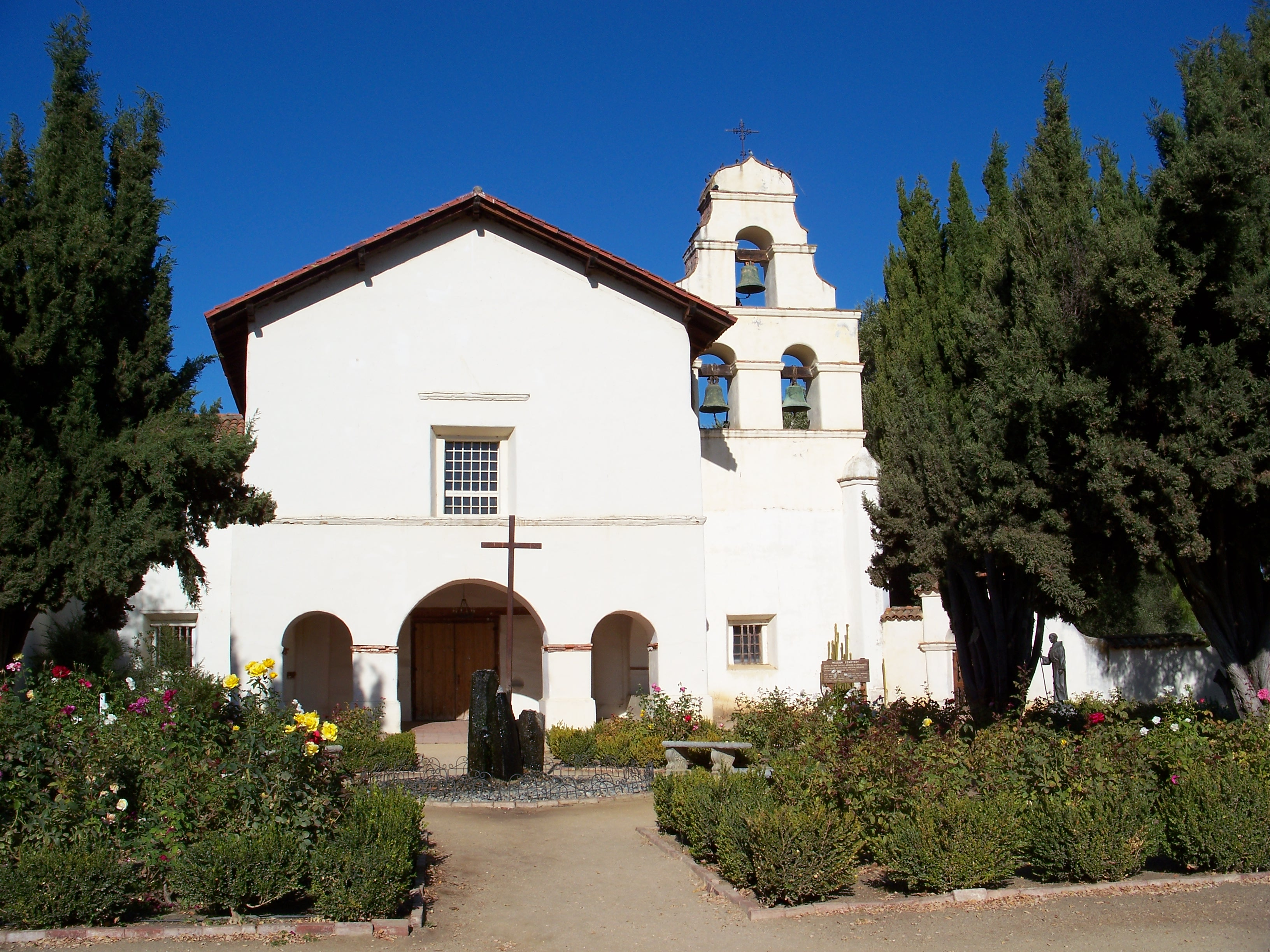
Mission Juan Bautista

Nach der Volkszählung im Jahr 2000 lebten im San Benito County 53.234 Menschen. Es gab 15.885 Haushalte und 12.898 Familien. Die Bevölkerungsdichte betrug 15 Einwohner pro Quadratkilometer. Ethnisch betrachtet setzte sich die Bevölkerung zusammen aus 65,17 % Weißen, 1,08 % Afroamerikanern, 1,16 % amerikanischen Ureinwohnern, 2,40 % Asiaten, 0,19 % Bewohnern aus dem pazifischen Inselraum und 24,87 % aus anderen ethnischen Gruppen; 5,14 % stammten von zwei oder mehr ethnischen Gruppen ab. 47,93 % der Bevölkerung waren spanischer oder lateinamerikanischer Abstammung.
Von den 15.885 Haushalten hatten 46,30 % Kinder und Jugendliche unter 18 Jahre, die bei ihnen lebten. 65,70 % waren verheiratete, zusammenlebende Paare, 10,50 % waren allein erziehende Mütter. 18,80 % waren keine Familien. 14,10 % waren Singlehaushalte und in 5,40 % lebten Menschen im Alter von 65 Jahren oder darüber. Die Durchschnittshaushaltsgröße betrug 3,32 und die durchschnittliche Familiengröße lag bei 3,64 Personen.
Auf das gesamte County bezogen setzte sich die Bevölkerung zusammen aus 32,20 % Einwohnern unter 18 Jahren, 8,80 % zwischen 18 und 24 Jahren, 31,50 % zwischen 25 und 44 Jahren, 19,30 % zwischen 45 und 64 Jahren und 8,10 % waren 65 Jahre alt oder darüber. Das Durchschnittsalter betrug 31 Jahre. Auf 100 weibliche Personen kamen 102,50 männliche Personen, auf 100 Frauen im Alter ab 18 Jahren kamen statistisch 99,60 Männer.
Das jährliche Durchschnittseinkommen eines Haushalts betrug 57.469 USD, das Durchschnittseinkommen der Familien betrug 60.665 USD. Männer hatten ein Durchschnittseinkommen von 44.158 USD, Frauen 29.524 USD. Das Prokopfeinkommen betrug 20.932 USD. 10,00 % Prozent der Bevölkerung und 6,70 % der Familien lebten unterhalb der Armutsgrenze. 11,40 % davon waren unter 18 Jahre und 8,50 % waren 65 Jahre oder älter.

## Orte im County

### Citys
- Hollister (County Seat)
- San Juan Bautista

### CDPs
- Aromas‡
- Ridgemark
- Tres Pinos

‡ Dieser Ort liegt teilweise in einem benachbarten County